# لودویگ وینتر
لودویگ وینتر (انگلیسی: Ludwig De Winter؛ زادهٔ ۳۱ دسامبر ۱۹۹۲ ‏(۳۲ سال)) دوچرخه‌سوار اهل بلژیک است.
از باشگاه‌هایی که در آن بازی کرده‌است می‌توان به دابلیوبی ورانکلاسیک آکوا پروتکت اشاره کرد.